# Okarche
Okarche est une ville des États-Unis qui se trouve dans la métropole urbaine d'Oklahoma City dans l'État d'Oklahoma. Elle comptait 1 215 habitants au recensement de 2010.

## Histoire
Avant 1830, l'endroit se trouvait dans le territoire des Indiens Wichitas. Ensuite il a été attribué aux Séminoles et aux Creeks. Le site de la future ville était situé à la limite orientale de la réserve des Cheyennes et de la réserve des Arapahos.

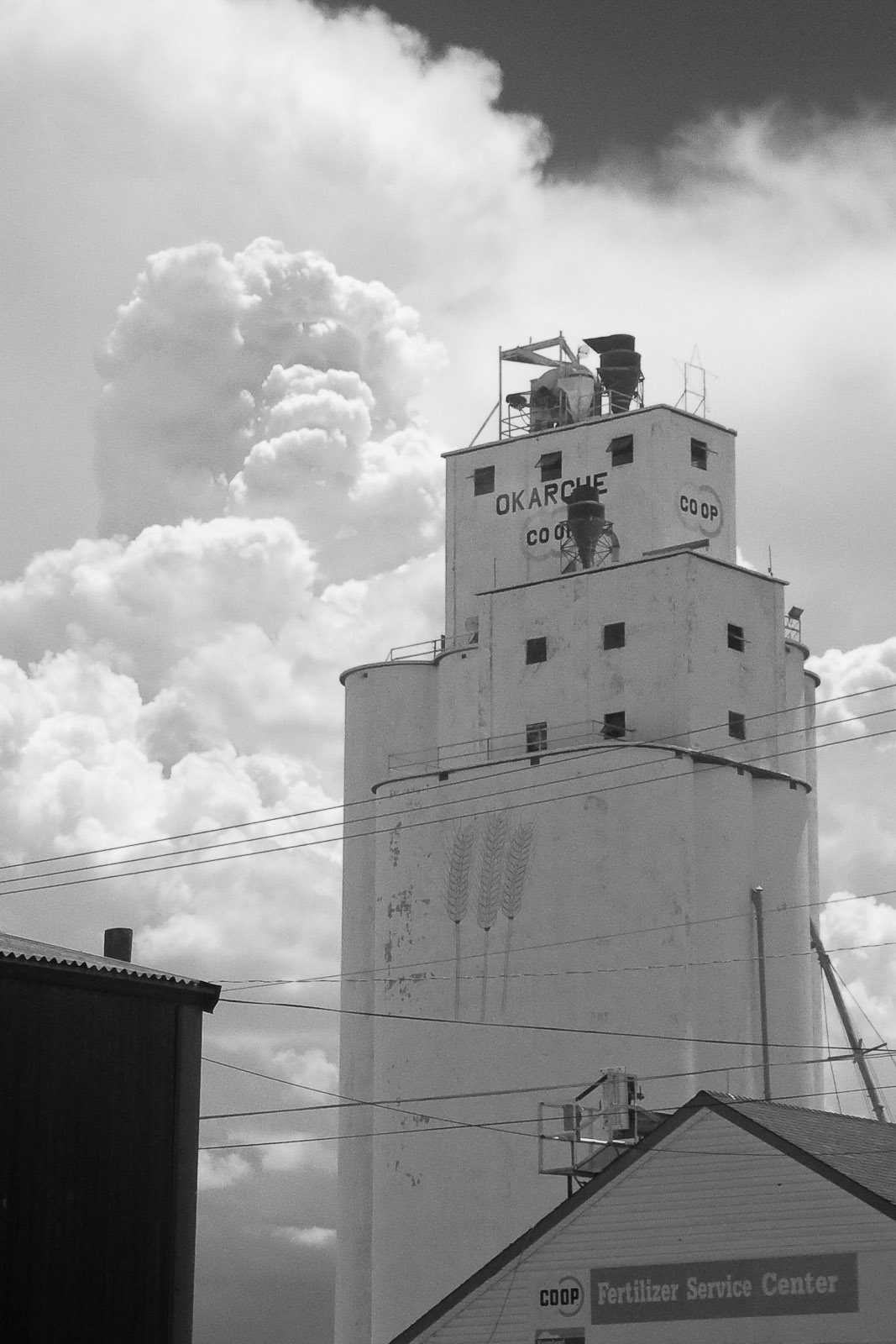
Élévateur à grains à Okarche, 2005

Dans les années 1890, la plupart des habitants de la bourgade étaient issus de l'immigration en provenance de l'Empire allemand et la langue allemande fut largement utilisée jusque dans les années 1930. L'église luthérienne Saint-Jean est fondée en 1892 et l'église catholique de la Sainte-Trinité en 1893.

## Personnalité liée à la ville
- Stanley Rother (1935-1981), prêtre missionnaire et martyr né à Okarche, béatifié le 23 septembre 2017